# Marco Rubio
Marco Antonio Rubio (ur. 28 maja 1971 w Miami) – amerykański prawnik, dyplomata i polityk Partii Republikańskiej, 72. sekretarz stanu Stanów Zjednoczonych od stycznia 2025, od lutego 2025 p.o. administratora Agencji Stanów Zjednoczonych ds. Rozwoju Międzynarodowego, p.o. archiwisty Stanów Zjednoczonych również od lutego 2025 roku, p.o. doradcy ds. bezpieczeństwa narodowego od maja 2025.
Senator Stanów Zjednoczonych z Florydy w latach 2011–2025, spiker Izby Reprezentantów Florydy w latach 2006–2008, kandydat w prawyborach prezydenckich republikanów w 2016 roku.

## Życiorys
Marco Rubio urodził się 28 maja 1971 roku w Miami na Florydzie jako jedno z czwórki dzieci kubańskich imigrantów, którzy przybyli do Stanów Zjednoczonych w 1956 roku. W 1989 roku został absolwentem szkoły średniej South Miami Senior High School w Glenvar Heights. W 1993 zdobył stopień Bachelor of Arts z politologii na University of Florida, a 3 lata później, w 1996 roku stopień Juris Doctor cum laude na Uniwersytecie Miami.
W 2000 roku został wybrany do Izby Reprezentantów Florydy w wyborach przedterminowych, uzyskiwał reelekcję w 2000, 2002, 2004 i 2006 roku. W 2000 roku został jednym z whipów większości, 2 lata później został liderem większości florydzkiej izby niższej. W 2006 roku został spikerem Izby Reprezentantów Florydy. W 2008 roku został wykładowcą na Florida International University.
W 2010 roku został wybrany senatorem ze stanu Floryda, pokonując m.in. byłego gubernatora Florydy Charliego Crista i zdobywając 48,99% głosów. Ubiegał się o urząd Prezydenta Stanów Zjednoczonych w 2016 roku, zdobywając 11,3% głosów w prawyborach Partii Republikańskiej. W listopadzie 2016 roku uzyskał reelekcję na stanowisku senatora, pokonując nominata Partii Demokratycznej Patricka Murphy’ego. W 2022 roku ponownie uzyskał reelekcję – zwyciężył wówczas nad Val Demings, zdobywając 57,68% głosów. W senacie zajmował liczne stanowiska kierownicze, był m.in. przewodniczącym komisji ds. drobnej przedsiębiorczości oraz wiceprzewodniczącym komisji ds. wywiadu.
Był jednym z głównych kandydatów do nominacji Partii Republikańskiej na stanowisko wiceprezydenta w 2024 roku. W styczniu tego roku, na dzień przed Iowa caucus, Rubio poparł kandydaturę Donalda Trumpa w wyborach prezydenckich 2024.
W listopadzie 2024 roku został nominowany przez Donalda Trumpa jako prezydenta elekta na stanowisko sekretarza stanu Stanów Zjednoczonych w jego przyszłej administracji. 20 stycznia 2025, w dniu inauguracji drugiej kadencji Donalda Trumpa, stosunkiem głosów 99–0, Rubio został zatwierdzony przez Senat Stanów Zjednoczonych na stanowisku sekretarza stanu w administracji prezydenta Donalda Trumpa. 21 stycznia 2025 wiceprezydent J.D. Vance zaprzysiągł Marco Rubio na 72. sekretarza stanu.
3 lutego 2025 objął funkcję p.o. administratora Agencji Stanów Zjednoczonych ds. Rozwoju Międzynarodowego. 16 lutego tego samego roku objął natomiast funkcję p.o. archiwisty Stanów Zjednoczonych.

## Poglądy polityczne
Rubio był jednym z najbardziej konserwatywnych senatorów 117. Kongresu. Jest zdecydowanym przeciwnikiem aborcji. Powiedział, że zabroniłby jej nawet w przypadku gwałtu i kazirodztwa, ale z wyjątkami, gdy życie matki jest zagrożone. Wskazywał, że kwestia małżeństw jednopłciowych powinna pozostać w gestii stanów.
Jest zagorzałym zwolennikiem Izraela. Określił bojowników Hamasu mianem „dzikich zwierząt” i wskazał na konieczność zniszczenia przez Izrael każdego elementu Hamasu, „jaki im wpadnie w ręce”. Wskazywał na konieczność zakończenia wojny na Ukrainie zważywszy na to, że stanęła ona w martwym punkcie. Wsparł ustawę zakazującą jakiemukolwiek przyszłemu prezydentowi Stanów Zjednoczonych opuszczenia NATO bez zgody Senatu.

## Życie prywatne
Jest katolikiem. Jest żonaty z Jeanette Dousdebes, z którą mają czworo dzieci.

## Odznaczenia
- Krzyż Komandorski Orderu Gwiazdy Rumunii (Rumunia, 2017)[26]